# Orthotrichia egena
Orthotrichia egena är en nattsländeart som beskrevs av Wolfram Mey 1998. Orthotrichia egena ingår i släktet Orthotrichia och familjen smånattsländor. Inga underarter finns listade i Catalogue of Life.